# Sailendra
La dinastia Sailendra (trascritto anche Shailendra o Çailendra; in lingua indonesiana: Śailendra o Sjailendra; letteralmente: Signore della montagna) si affermò a Giava attorno al 750, nel periodo che seguì la fine del Regno di Funan sulla terraferma del Sud-est asiatico, e fu rovesciata approssimativamente alla metà del secolo successivo. Costretti a lasciare l'isola, i Sailendra assunsero il controllo del potente Impero Srivijaya, che probabilmente mantennero fino al XIII secolo.
Durante i regni dei maharaja Sailendra, Giava conobbe un periodo di grande rinascita culturale e artistica, accompagnata dall'introduzione del Buddhismo Mahāyāna. Molte sono le testimonianze di alto livello artistico realizzate a Giava in quel periodo e che sono oggi in buono stato di conservazione, in particolare l'imponente stupa di Borobudur, ristrutturato dopo secoli di abbandono e dichiarato patrimonio dell'umanità dall'UNESCO.
Le notizie relative ai Sailendra sono poche e si basano su inscrizioni ritrovate soprattutto a Giava e nella penisola malese, nonché su alcuni resoconti riportati negli annali cinesi della dinastia Tang. Le speculazioni avanzate da diversi storici, spesso contraddittorie, hanno chiarito solo in parte i misteri riguardanti la dinastia e più in generale il periodo storico dell'arcipelago malese caratterizzato dal dominio dei Sailendra. 

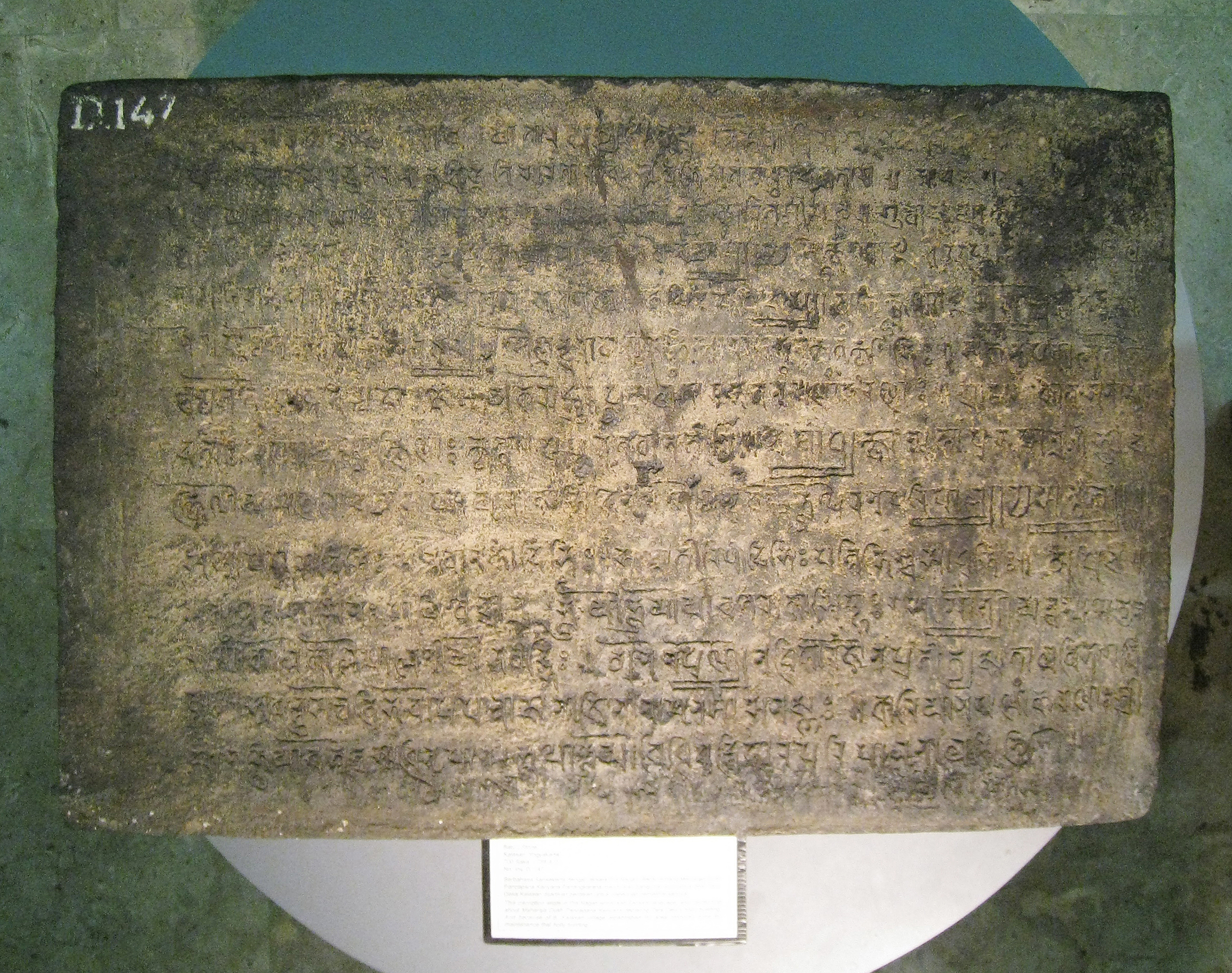
L'inscrizione di Kalasan, nei pressi di Yogyakarta, scritta in sanscrito. Datata al 778, è la più antica tra le inscrizioni su cui compare il nome Sailendra

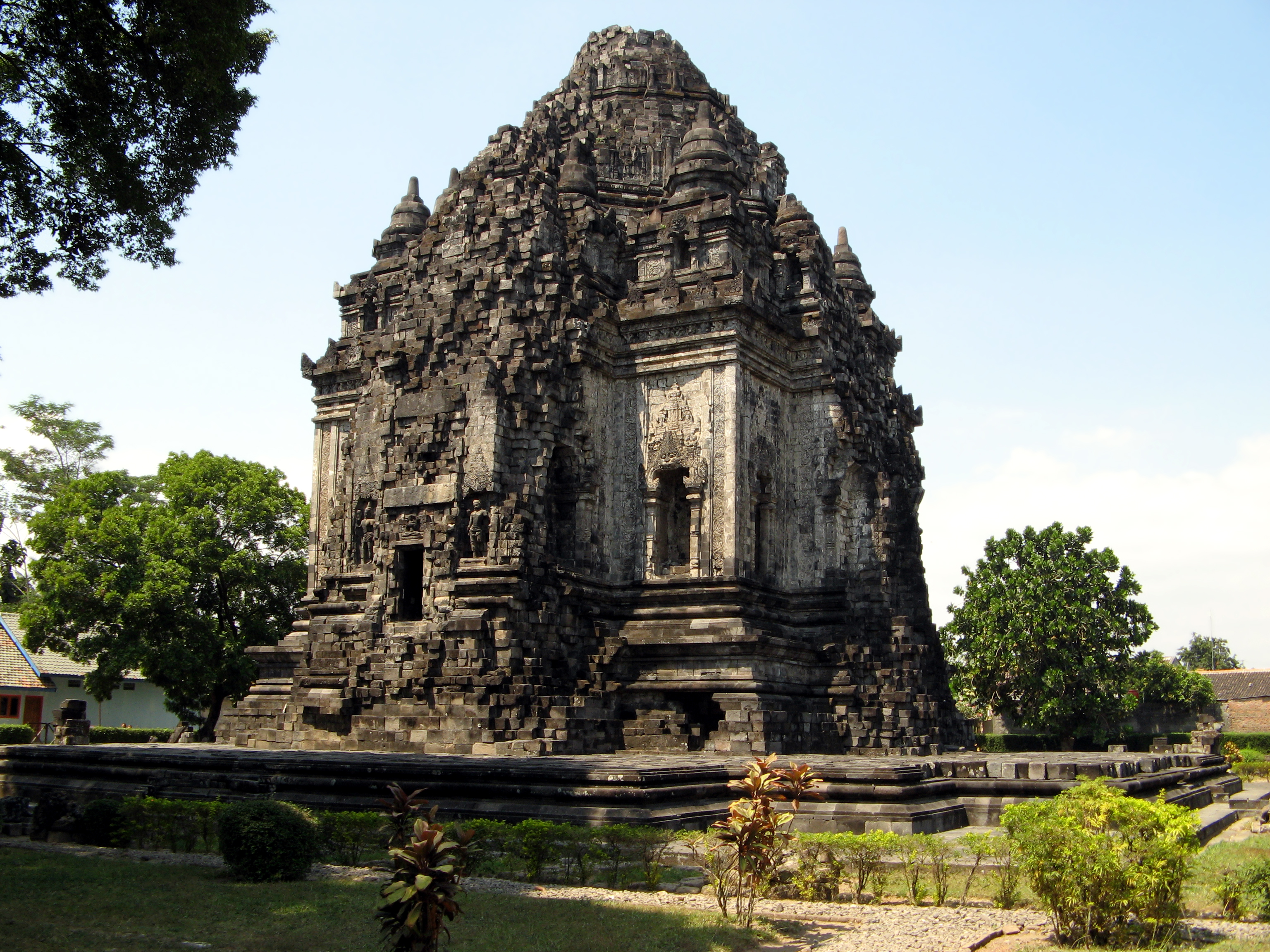
Candi Kalasan

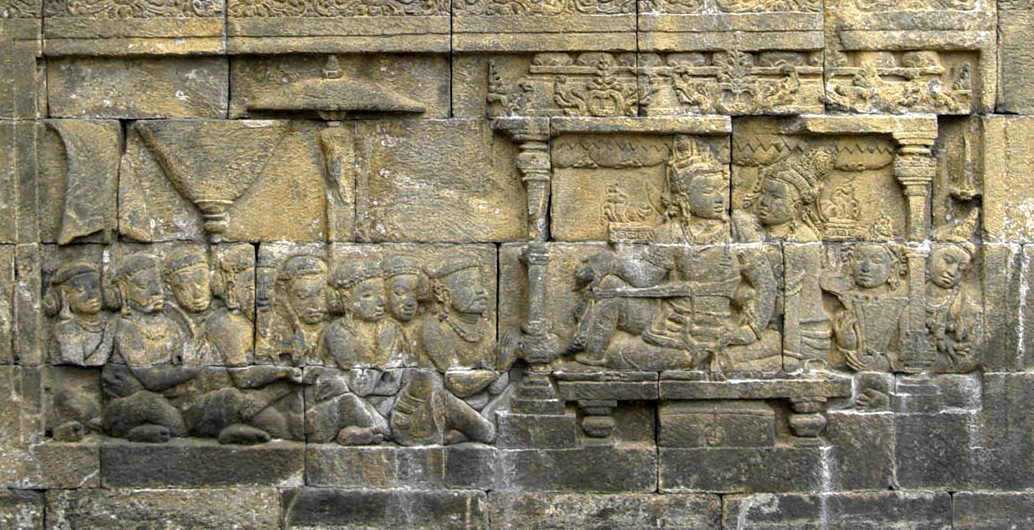
Bassorilievo di Borobudur raffigurante un re Sailendra con la consorte e alcuni sudditi

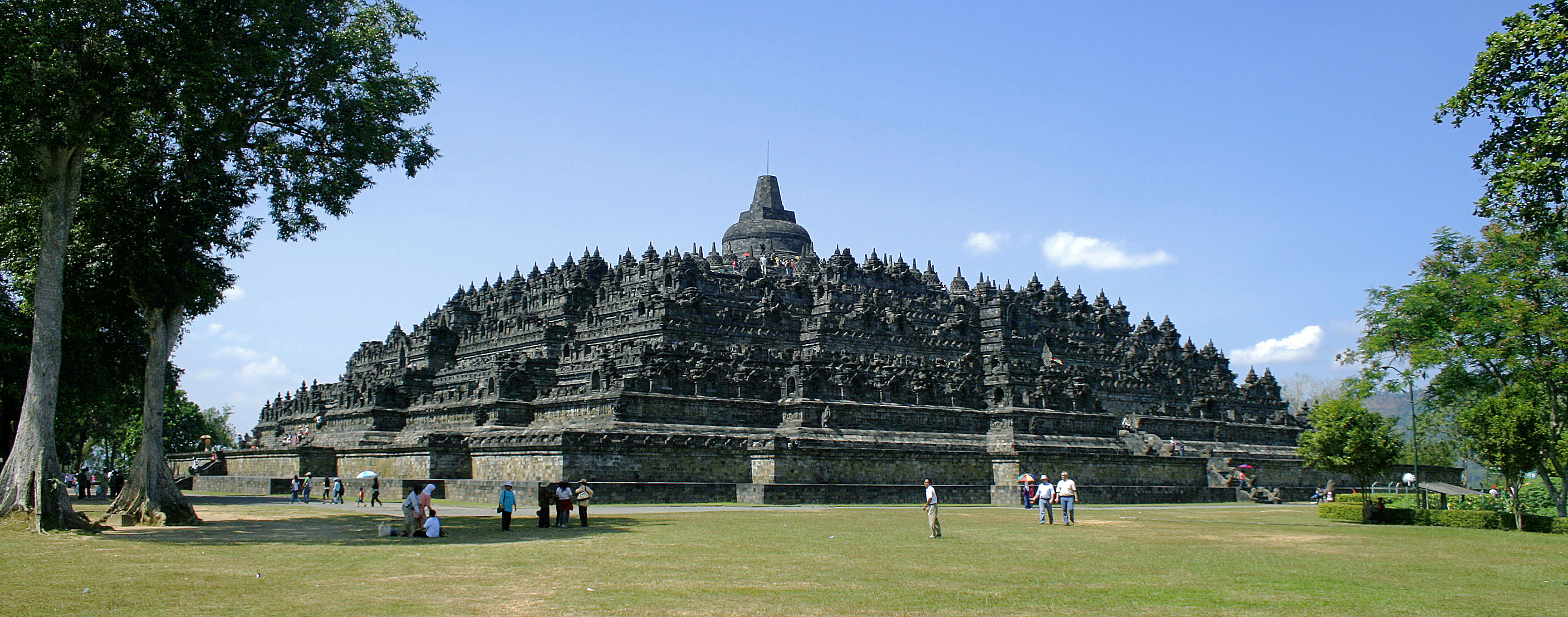
Borobudur

## Origini
Lo storico George Coedès ha sostenuto che i Sailendra abbiano le loro origini tra i fuoriusciti del Regno Funan, rifugiatisi a Giava quando Funan fu sottomesso dall'emergente Regno Chenla. Avvalorò tale ipotesi evidenziando come i loro sovrani avessero il titolo di "re della montagna", lo stesso significato del termine Sailendra. Studi più recenti hanno messo in luce come Funan sia stato assorbito da Chenla senza l'uso delle armi e che vi sia stata una continuità tra i regnanti dei due Stati, rendendo azzardata l'ipotesi di Coedes relativa alla fuga dei governanti di Funan.
Secondo studi successivi sulle inscrizioni ritrovate, i Sailendra giunsero a Giava in qualità di comandanti dell'esercito Srivijaya che invase l'isola. In base a tale ipotesi, il regno dei Sailendra faceva parte di Srivijaya, che agli inizi dell'VIII secolo comprendeva anche Sumatra meridionale, buona parte della penisola malese e lo stretto di Malacca. Tale ipotesi è supportata da un'inscrizione riguardante un nobile di nome Dapunta Selendra trovata nel villaggio di Sojomerto, in Giava Centrale, scritta in malese antico, lingua usata a quel tempo a Sumatra e nello stretto di Malacca, dove ebbe origine.

## Sovrani a Giava
Furono la più potente fra le varie dinastie che regnarono in Giava Centrale tra l'VIII ed il IX secolo. Il nome Sailendra significa signori delle montagne e deriva probabilmente dai grandi vulcani che dominano le valli su cui regnarono. La più antica inscrizione trovata a Giava che attesta la presenza dei re Sailendra è quella ritrovata nel candi di Kalasan, risalente al 778. Furono i primi al mondo ad assumere il titolo di Śrī maharaja, termine derivato dal sanscrito che significa grande re. La stessa inscrizione riporta nomi di funzionari facenti parte della famiglia e di altri nobili che collaboravano nell'amministrazione dei villaggi.
L'inscrizione di Ligor (l'odierna città thailandese di Nakhon Si Thammarat) del 775 riporta che i Sailendra divennero i sovrani più potenti fra quelli dei vari regni compresi in Srivijaya. Ottennero probabilmente tale posizione riportando attorno al 765 sotto il controllo di Srivijaya i principati di Chaiya (oggi nella provincia di Surat Thani) e di Ligor, sottraendoli al Regno Chenla che li aveva occupati circa 20 anni prima. Questa zona era di importanza nevralgica per Srivijaya in quanto da Chaiya veniva amministrato il traffico di merci giunte dall'Occidente nel porto di Takua Pa, sul Mare delle Andamane, lungo la via marittima della seta.
L'alleanza con Srivijaya garantì ai Sailendra importanti scambi commerciali con Sumatra e si perpetuò con i matrimoni tra membri delle case regnanti nei due Paesi. Secondo altre ipotesi meno credibili, i Sailendra erano i re di Srivijaya che conquistarono Giava o, viceversa, i re di Giava che conquistarono Srivijaya.
Tra i principali motivi che determinarono le fortune dei Sailendra, vi fu un efficiente controllo dell'irrigazione per le risaie della fertilissima piana di Kedu, nella parte orientale della Giava Centrale dove era il loro centro di potere. Svilupparono i traffici marittimi controllando i principali porti nel nord della Giava Centrale. Riuscirono inoltre a diffondere il Buddhismo con particolare sapienza, facendone uno strumento con cui legittimare il proprio potere. In Giava Centrale sono rimaste le più importanti testomonianze dell'arte Sailendra, tra cui i templi di Borobudur, Kalasan, Mendut, Sewu e Pawon. Il più famoso è quello di Borobudur, che è anche il più grande tempio buddhista del mondo. La struttura è articolata su 10 livelli, che nell'educazione buddhista rappresentano i passi da compiere per raggiungere l'illuminazione.

### Fine del dominio a Giava
Durante il secolo caratterizzato dal dominio dei Sailendra, a Giava continuarono a regnare i sovrani della dinastia shivaita dei Sanjaya, pur ridimensionati dall'espansione Sailendra. Alla morte di Re Samaratungga, che aveva fatto costruire Borobudur, i due regni furono unificati grazie al matrimonio tra Pramodhawardhani, figlia di Samaratungga, e Rakai Pikatan della dinastia Sanjaya. Il fratello di Pramodhawardhani, Balaputra, era l'erede al trono dei Sailendra ma nell'856 fu sconfitto da Rakai Pikatan e costretto all'esilio. Si rifugiò a Sumatra, che era l'isola da cui proveniva la madre Tara, figlia del re di Srivijaya Dharmasetu. Questi eventi portarono alla fine del dominio Sailendra e al rafforzamento dell'Induismo in Giava Centrale. È presumibile che buona parte dei fondi utilizzati da Rakai Pikatan per la costruzione del complesso di templi induisti di Prambanan, provenisse dal patrimonio dei Sailendra.

## Sovrani del Regno Srivijaya
Balaputra divenne poco tempo dopo il primo sovrano dei Sailendra nel già potente Regno Srivijaya. Un'inscrizione trovata nell'antico sito buddhista di Nālandā, nel nord dell'India, riporta che Balaputra finanziò nell'860 la costruzione di un edificio religioso, a conferma del prestigio che la dinastia ebbe nella comunità buddhista internazionale di quell'epoca. I suoi discendenti continuarono a regnare in un periodo di splendore per Srivijaya. Un'inscrizione del 1005 in ricordo di una donazione di un sovrano Chola a un monastero nella costa del Coromandel, riporta che a quel tempo alla guida di Srivijaya vi era ancora un maharaja Sailendra.
Il periodo d'oro di Srivijaya ebbe fine nel 1025 quando, con l'invasione di Sumatra e della penisola Malese da parte delle truppe della dinastia tamil dei Chola, iniziò il declino del regno. Pur ridimensionati, i Sailendra riuscirono probabilmente a conservare il potere fino all'invasione di Sumatra e della penisola Malese da parte del Regno giavanese Singhasari, avvenuta nella seconda metà del XIII secolo, che determinò la fine di Srivijaya.